# V
Vは、ラテン文字（アルファベット）の22番目の文字。小文字は v 。U, W, Yとともにギリシャ文字のΥ（ウプシロン）に由来し、キリル文字のУは同系の文字である。Υ（ウプシロン）の別形に由来するFとも同系といえる。
キリル文字のВは、発音の上では同類の文字だが、成りたちは異なる（こちらはギリシャ文字のΒに由来）。

## 字形

筆記体

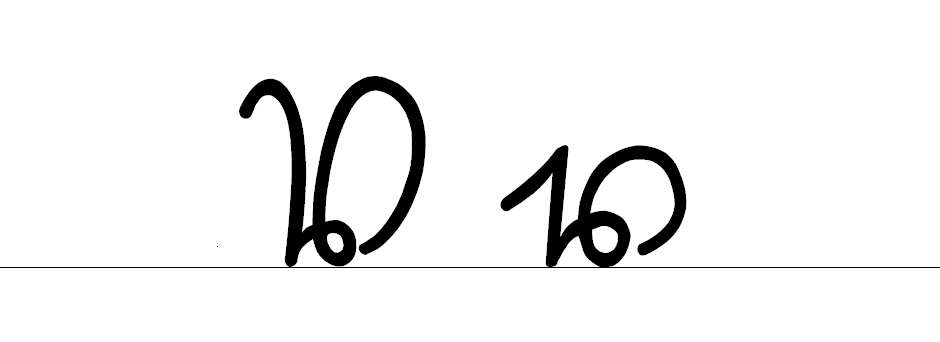
ジュッターリーン体

下で屈曲したひと連なりの線であり、2本の線分である。大文字と小文字で同じ形である。筆記体では下部が丸まることがあるが、Uないしuとの区別のため、右上で下に折り返して次の字に進む。フラクトゥールは {\displaystyle {\mathfrak {V\ v}}}。

## 呼称
- ラテン語: ウー
- 仏: vé（ヴェ）[ve]
- 伊: vu（ヴ）
- 英: vee（ヴィー）[viː] 聞く[ヘルプ/ファイル]
- 独: vau, fau（ファウ）[faʊ]
- 洪：ヴェー [veː]
- 尼：フェー [feː]
- 蘭：ヴェー、フェー [veː]、[feː]
- 西: uve（ウベ）、ve（ベ）、u corta（ウコルタ）、u baja（ウバハ）、u chica（ウチカ）
- エスペラント：ヴォ
- 日本語：ブイ（[bɯi]、[bui]）、ヴィー（[viː]）、ヴイ（[vɯi]、[vui]）、ヴィ（[vi]）

## 音素
この文字が表す音声は、
- 国際音声記号では、小文字の[v]が有声唇歯摩擦音を表す。通常は子音として発音されるが、[vͅ]と単独で音節性を持つこともできる。
- フランス語、英語、イタリア語、ハンガリー語、ポルトガル語、エスペラント、リス語[1]では [v]。
  - フランス語では語末の子音は発音されない語が多いが、v は発音することが多い。
- ラテン語では本来は、母音[u] と半母音 [w] を区別せず表した。[u] のために専用の文字 U が導入されてからは、もっぱら [w] を表す。
- チワン語では [w] を表す[2]。
- ドイツ語、インドネシア語では [f]を表す。
  - ドイツ語では、主にラテン語などからの借用語では、[v] と発音する。
  - インドネシア語ではしばしば [p] で発音する。
- オランダ語では [v] だが、特に語頭で無声化した [f] で発音する人が多い。
- スペイン語では B と V を発音上は区別しないため、もっぱら  [b]を表す。ただしイタリア系移民の多いアルゼンチンや、アルゼンチンとともにブラジル（ポルトガル語圏）と国境を接するウルグアイなどのうち一部地域では、他国語の影響で両者を区別し、 [v]を表す（リオプラテンセ・スペイン語など）。
- 中国語の共通語（普通話）の拼音では、ラテン基本字26字のうち唯一使用されない。ただし、ü（[y] を表すウムラウト付きu）が使用できない場合、vで代用することがある。中国語IMEのローマ字入力の際にもvキーで入力するものが多い。また、中国のパスポートでもVで代用されている。
- 日本語のローマ字表記では通常使われないが、IMEでの「ヴ」とヴァ行音の入力に使われる。また、Unicodeにおける「ヴ」の名称もKATAKANA LETTER VUとVを使用している。
- ミャオ語の川黔滇方言、滇東北方言では[v]を表すが、黔東方言では有声軟口蓋摩擦音[ɣ]を表す[3]。
- ペー語では子音としての[v]と音節主音、母音としての[vͅ]の両方に用いる[4]。
- ハニ語の1957年に考案された『哈尼族文字方案』では、母音の後にvを付けると緊張母音を表す[5]。

## 歴史
Vは、本来ラテン語における半母音/w/の音素を表す文字である。古代のラテン文字にはUが存在せず、Vの文字は/w/とともに母音の/u/を表す文字としても用いられていた（例: AVGVSTVS、BVLGARI）。
Uの文字は、/u/の発音を/w/と書き分けるために、Vの小文字体をもとに中世のロマンス語において初めて登場し、やがてラテン語文献も遡って区別が行われるようになる。この表記は当初は大文字は下のとがったV、小文字は早く書くために下の丸いuだった。
ゲルマン語には、/w/ と別にラテン語にない /v/ という音素が存在しており、母音/u/を表す文字として U が定着した結果、V の文字が/v/音を表すようになった。
さらに英語などでは /w/ を表す文字として V(U) を二つ重ねて新たに W が作られた。ゲルマン語の一派である中世高地ドイツ語では W が /v/ を表す文字として使われ始め、同時にドイツ語からは /w/ の音素が失われた。さらに V が /f/ の音素で発音する変化が起こった。同一の現象はドイツ語に近いオランダ語でもみられるが、オランダ語では V の音素は /v/ とするのが標準とされており、音韻変化は不完全である。
日本語ではラテン語と同じく /w/ の音素はあるが /v/ がなかったため、近代英語などにおいて V で表される /v/ の音素を様々に音写している（この点についての詳細は、ヴの記事を参照）。

## V の意味・用法

### 記号
- バナジウムの元素記号。(vanadium)。
- ボルト（電圧の単位）の単位記号。(volt)。
- 分散 (variance)。
- 量記号
  - 体積・容積 (volume)。
  - 電圧・電位 (voltage)。
  - 色空間の明度 (value)。
  - 比視感度。
- 鉄道のサインシステムにおいて、JR関西線（加茂駅〜亀山駅）、JR伯備線の路線記号として用いられる。
- 時刻表で近鉄特急のビスタカー使用列車を示す記号。
- 京急1000形電車 (2代)の大半の編成の編成記号。
- アメリカ軍用機の命名規則のでの記号
  - 現状接頭記号としては、要人輸送。
  - 型式記号としては、垂直または単距離離着陸機。
- 紋章学での英仏式の略記号で、緑色 (vert)。

### 企業
- VISA社のニューヨーク証券取引所証券コード（ティッカーシンボル）。
- 携帯電話ではVodafone（現ソフトバンク）。
- 音楽業界ではJVCケンウッド・ビクターエンタテインメントを表す
- V_(カナダのテレビ局) - カナダ ケベック州のフランス語テレビネットワーク。

### 製品
- ナチス・ドイツが第二次世界大戦末期に開発したロケット兵器Vergeltungswaffe（報復兵器）の略称。V1飛行爆弾、V2ロケットなど。
- メルセデス・ベンツの車種・Vクラス。
- ボルボの、ワゴン車種名を示す略号。
- V - 1980年代に開発された分散OS。
- 中国で発売されているWiiタイプのゲーム機。Viiとは異なる。
- ソニーの記録メディア (VHS, DVD, BD) のブランド。

### 作品タイトル
- ハイドンの交響曲第88番『V字』。
- V. - トマス・ピンチョンの小説
- V (1983年のテレビドラマ) - 1983年にアメリカで製作されたテレビミニシリーズ。地球に来襲した異星人「ビジター」と人類との戦いを描く。
  - V (2009年のテレビドラマ) - 2009年から2011年まで放送された上記作品のリメイク版。
- 音楽ゲーム、beatmania IIDXシリーズ (beatmania IIDX 5th Style以降) に収録されている楽曲・TAKA名義の石川貴之の楽曲。アントニオ・ヴィヴァルディの四季の『冬』をモチーフとしている。続編の『V2』は「beatmania IIDX 16 EMPRESS」に収録。
- V (マルーン5のアルバム) - マルーン5が2014年に発表した5thアルバム。
- V (MY FIRST STORYのアルバム) - MY FIRST STORYが2020年に発売したアルバム。
- V (ボルト) - 遊助のシングル「V/時給850円のサンタクロース」収録曲。テレビ東京系 アニメ『ポケットモンスター XY』OPテーマ。
- 戸塚祥太の楽曲。A.B.C-Zのアルバム「ABC STAR LINE」収録曲。
- 堂本光一のアルバム「PLAYFUL」収録曲。

### 人物
- V (歌手) - BTSのメンバー。
- 1980年代のグラフィックノベル『Vフォー・ヴェンデッタ』の主人公。復讐を意味するVendettaの頭文字をとっている。2006年に映画化もされている。

### その他
- ローマ数字の5 (V)。
  - 医療用カルテの日付記載で5月を表す。例:「3/V」（5月3日）。
  - ヨーロッパの古い日付表記で、5日を表す。
  - 第五脳神経（三叉神経）。
- 三十一を意味する数字。三十六進法など、三十二進法以上（参照: 位取り記数法#Nが十を超過）において三十一（十進法の31）を一桁で表すために用いられる。ただし、アルファベットの I と数字の 1 、およびアルファベットの O と数字の 0 が混同し易いために、アルファベットの I と O を用いないことがあり、この場合、J が十八、K が十九、…、N が二十二、P が二十三、…、V が二十九を意味する。
- 母音 (vowel、vowelle)。
- バーチャルYouTuber (virtual YouTuber)。通称である「VTuber」をさらに略して、Vと呼ぶことがある。
- 放送業界ではビデオテープ、転じて、収録済の素材を表す。
- 優勝・勝利 (victory)。
  - Vサイン（ピースサイン）
  - V+数字で、連続優勝。
- V字回復 - 企業などの業績が急激に落ち込み、その後企業努力などで一気に業績が回復すること。
- V字谷 - V字の断面をした谷。
- 動詞 (verb)。
- ベクトル空間を表すのにしばしば用いる。

### 主に小文字
- ベクトル (vector) 変数。2文字目には u を使うことが多い。
- 速度（velocity）の量記号。2文字目には u を使うことが多い。
- 量子群のパラメータ
- バージョン(version)。v1.1など（大文字で表記される場合もある）。
- 巻（かん）(volume)。
- 記号のASCII表現。
  - インターネット上のチャットや掲示板ではハートマークをvで表す事がある。連続して使われることもある（例「大好きvvv」）。主に若い女性が用いる表現である。
  - チェックマーク「✓」。対応するバロットサイン「✗」はx。
  - 下向き矢印「↓」。対応する上向き矢印「↑」は^。
- 姓の一部の、ドイツ語の前置詞フォン (von) またはオランダ語の前置詞ヴァン (van)。
- 副 (vice)。たとえば v.president = vice president（副大統領・副社長）。

### 大文字・小文字
- 単位接頭辞 - いずれもジム・ブロワーズ (Jim Blowers) の提案。
  - V = 1033 = ベンダカ (vendeka) または ブンダ (vunda)
  - v = 10−33 = ベンデコ (vendeko) または ブンクト (vunkto)

## 符号位置
| 大文字 | Unicode | JIS X 0213 | 文字参照            | 小文字 | Unicode | JIS X 0213 | 文字参照            | 備考     |
| ------ | ------- | ---------- | ------------------- | ------ | ------- | ---------- | ------------------- | -------- |
| V      | U+0056  | 1-3-54     | &#x56; &#86;        | v      | U+0076  | 1-3-86     | &#x76; &#118;       |          |
| Ｖ     | U+FF36  | 1-3-54     | &#xFF36; &#65334;   | ｖ     | U+FF56  | 1-3-86     | &#xFF56; &#65366;   | 全角     |
| Ⓥ      | U+24CB  | ‐          | &#x24CB; &#9419;    | ⓥ      | U+24E5  | 1-12-54    | &#x24E5; &#9445;    | 丸囲み   |
| 🄥      | U+1F125 | ‐          | &#x1F125; &#127269; | ⒱      | U+24B1  | ‐          | &#x24B1; &#9393;    | 括弧付き |
| 𝐕      | U+1D415 | ‐          | &#x1D415; &#119829; | 𝐯      | U+1D42F | ‐          | &#x1D42F; &#119855; | 太字     |

## 他の表現法
| フォネティックコード | モールス符号 |
| Victor               | ・・・－     |

|        |          | ⠧    |
| 信号旗 | 手旗信号 | 点字 |